# Ногтев, Иван Семёнович
Князь Иван Семёнович Ногтев (ум. после 1547) — полковой воевода и наместник во времена правительницы Елены Васильевны Глинской при малолетнем Иване IV Васильевиче Грозном.
Из княжеского рода Ногтевы. Младший сын князя Семёна Васильевича Ногтева и внук Василия Андреевича Ногтева. Имел старшего бездетного брата, князя Андрея Семёновича, рано умершего и известного по родословным.

## Биография
В июле 1537 года князь Иван Семёнович Ногтев был первым воеводой в Серпухове, откуда был послан «по казанским вестем» в Муром. В августе 1538 года — второй воевода большого полка на р. Угре, с первым воеводой Иваном Михайловичем Шуйским. В июне 1539 года командовал полком правой руки на р. Угре.
В июне 1540 года князь Иван Семёнович Ногтев служил наместником в Калуге, откуда был вновь послан на р. Угру против литовцев. В это же время на Угру прибыл из Боровска воевода Иван Петрович Фёдоров, который писал Государю местническую челобитную, что уму к князю Ногтеву "ездить не пригоже". Великий князь указал, что князь Ногтеву быть на своём жаловании в Калуге, а на Угру послал воеводу и князю Фёдору Ивановичу Одоевскому.
В 1542 году, в марте во время приёма литовских послов в Москве назван среди князей и детей боярских, которые у великого князя не живут, но при послах в избе были, записан по Можайску, в июне командовал полком правой руки в Коломне. В ноябре 1543 года стоял с передовым полком во Владимире в связи с подготовкой Казанского похода.
В январе 1544 года первый воевода сторожевого полка во Владимире. Тогда же, совместно с князем И.А. Кашиным-Копыря, являвшимся вторым воеводой того же полка, безуспешно местничал с воеводой и бояриным Иваном Семёновичем Воронцовым и князем Осипом Тимофеевичем Тростенским, первых воевод полков правой и левой руки. Правительство разъяснило челобитчикам, что "сторожевому полку до правой руки и до левой руки дела нет, то полки опричные" (тогда были три полка равны: левая рука, сторожевой и передовой полки. А воевода полка правой руки и большого полка были больше полка левой руки). В июле 1547 года — второй воевода во Владимире.
Погребён в Богородице-Рождественском соборе г. Суздаля, в замурованной нише северной стены, где находятся погребения последних представителей князей Ногтевых-Суздальских.

## Семья
Его супруга княгиня Настасья, сделала вклад 13 июля 1568 года в Троице-Сергиев монастырь 50 рублей. Вероятно, что происходила из дьяческого рода, так как в синодике Чудова монастыря имеется запись, которая относится к супруге князя Ивана Семёновича: "Род по казённом дьяке Непее и княгине Анастасии Ногтевой". Дьяк Посольского приказа Осип (Иосиф) Григорьевич Непея служил в 1550-х - 1570-х годах.
Имели детей:
- Князь Ногтев Михаил Иванович — бежал при Иване Грозном в Великое княжество литовское и вернулся при царе Фёдоре Ивановиче, упомянут в 1589 году вторым воеводой войск левой руки русской рати.